# António de Spínola
António de Spínola, född 11 april 1910 i Estremoz, Alentejo, död 13 augusti 1996 i Lissabon, var en portugisisk officer, konservativ politiker, president och författare. Han var en viktig politiker i övergången från militärdiktatur till demokrati efter den portugisiska nejlikerevolutionen som startade den 25 april 1974.

## Biografi
År 1939 blev Spínola utnämnd till adjutant i Guarda Nacional Republicana. 1941 reste han till krigsskådeplatser som västfronten som observatör för att övervaka händelserna då den tyska armén omringade Leningrad.
Han var militärguvernör över den portugisiska kolonin Guinea-Bissau från 1968 och i en andra omgång från 1972. Som militärguvernör stödde han en politik som byggde på respekt för etniska guineaner och de traditionella auktoriteterna. Samtidigt deltog han diverse hemliga initiativ - från möten med Senegals president Léopold Senghor till att understödja den beväpnade attacken mot grannlandet Guinea (Gröna havsoperationen).
Spínola blev Portugals förste president efter nejlikerevolutionen mellan 15 maj och 30 september 1974. Därefter ersattes han som president av den tidigare generalen Francisco da Costa Gomes. Spínola utnämndes till fältmarskalk i militären innan han pensionerade sig.